# マメルリハインコ
マメルリハインコ (Forpus coelestis) は、鳥綱インコ目Psittacidae科ルリハインコ属に分類される鳥類。

## 分布
エクアドル西部、ペルー北西部

## 体型色彩
野生種は薄い黄緑で、♂の個体の目尻の羽毛と風切羽に瑠璃色の羽毛が生える。体長は12㎝位。ブリーディングでペット用に養育されて居る。其れ等の個体は色変わりを固定化して、多くの色彩の固定した個体が産まれて居る。全身青の羽毛♀、♂の場合は野生種の特徴の瑠璃色の刺しの入った羽毛が目尻、風切羽に入る。白、紫、灰色、黄、他等が作出。赤目の個体も品種固定化されて居る。

## 人々との関係
1981年に、インコ目単位でワシントン条約附属書IIに掲載されている。
とても可愛らしい姿と、上記の様に新色が作出され、美しい羽根の色からペットとして人気が出ている。2024年現在では日本で飼育される最小のインコである。

## 規制
オウム，インコの種類の中で、規制されて居ないオウムはオカメインコ、インコではセキセイインコだけである。其れ以外のオウム，インコ類は、全てワシントン条約の付属Ⅰ種、Ⅱ種に指定されて居る。マメルリハインコもⅡ種に指定されて居る。